# Primula allionii
Primula allionii är en viveväxtart som beskrevs av Jean Loiseleur-Deslongchamps. Primula allionii ingår i släktet vivor, och familjen viveväxter. Inga underarter finns listade i Catalogue of Life.

## Bildgalleri

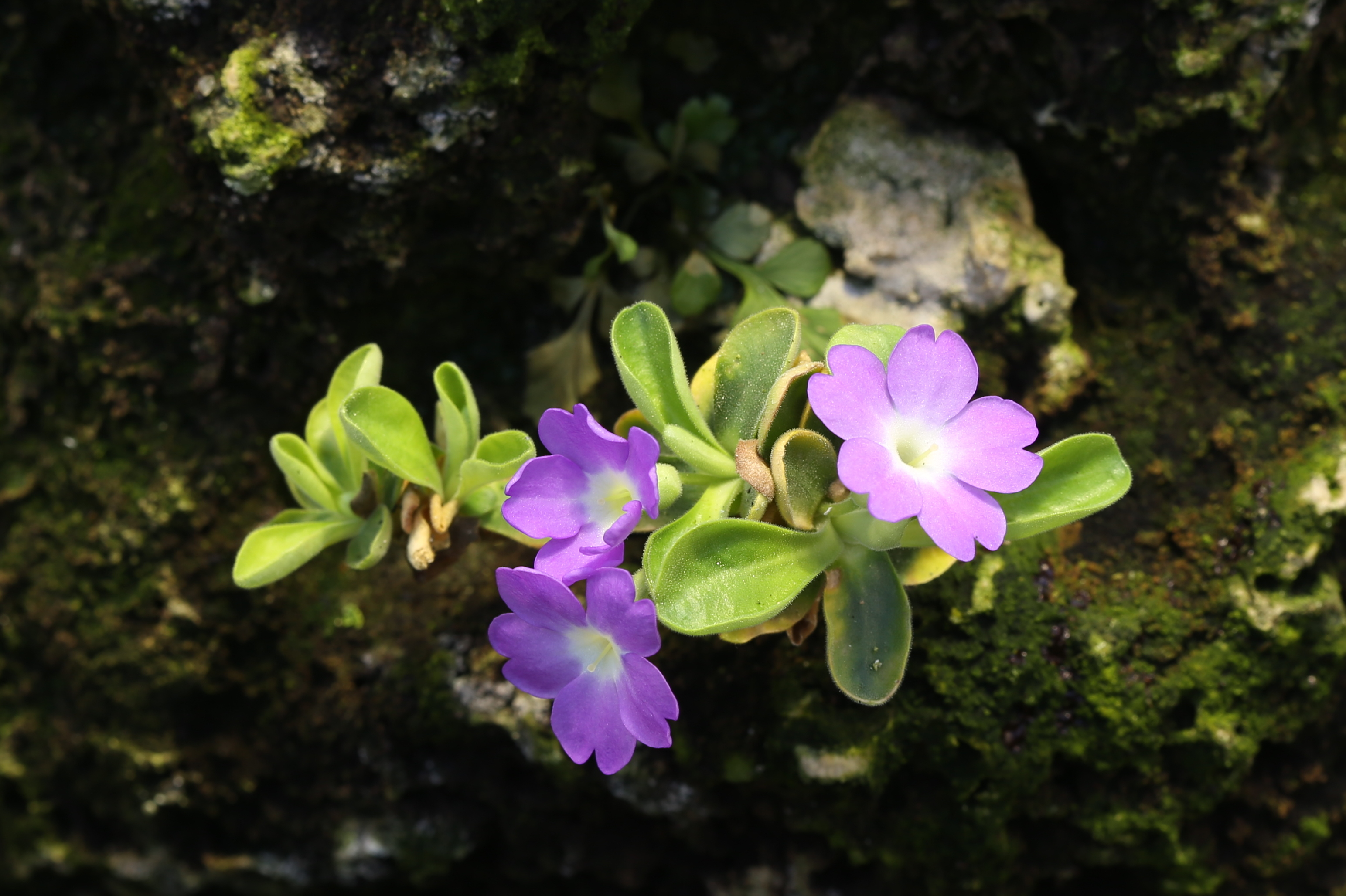
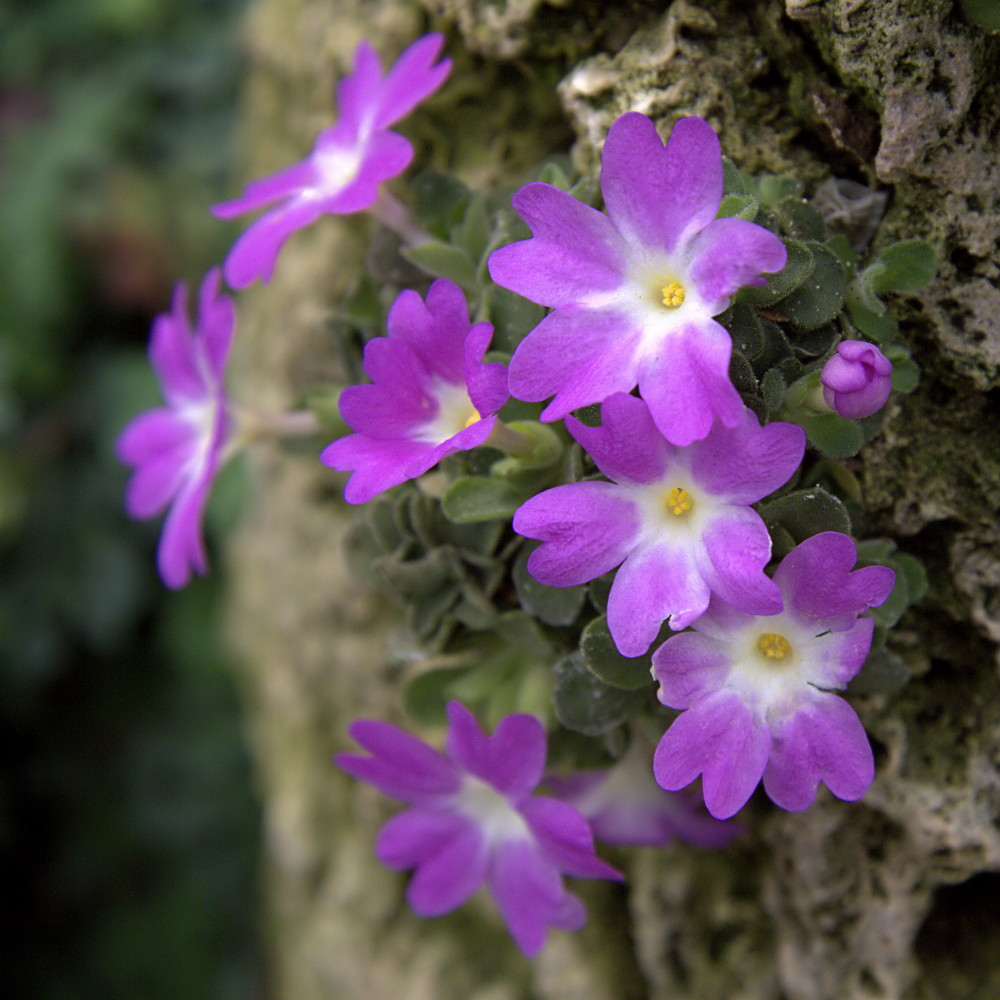
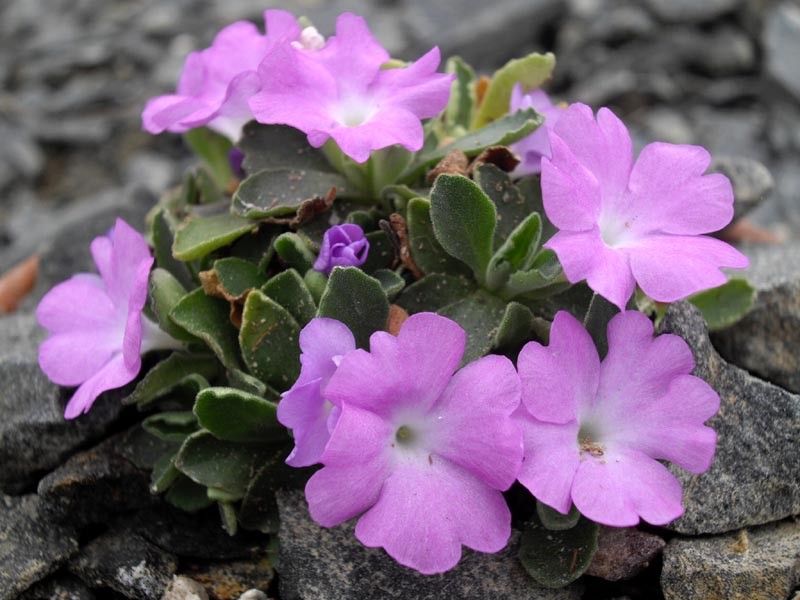
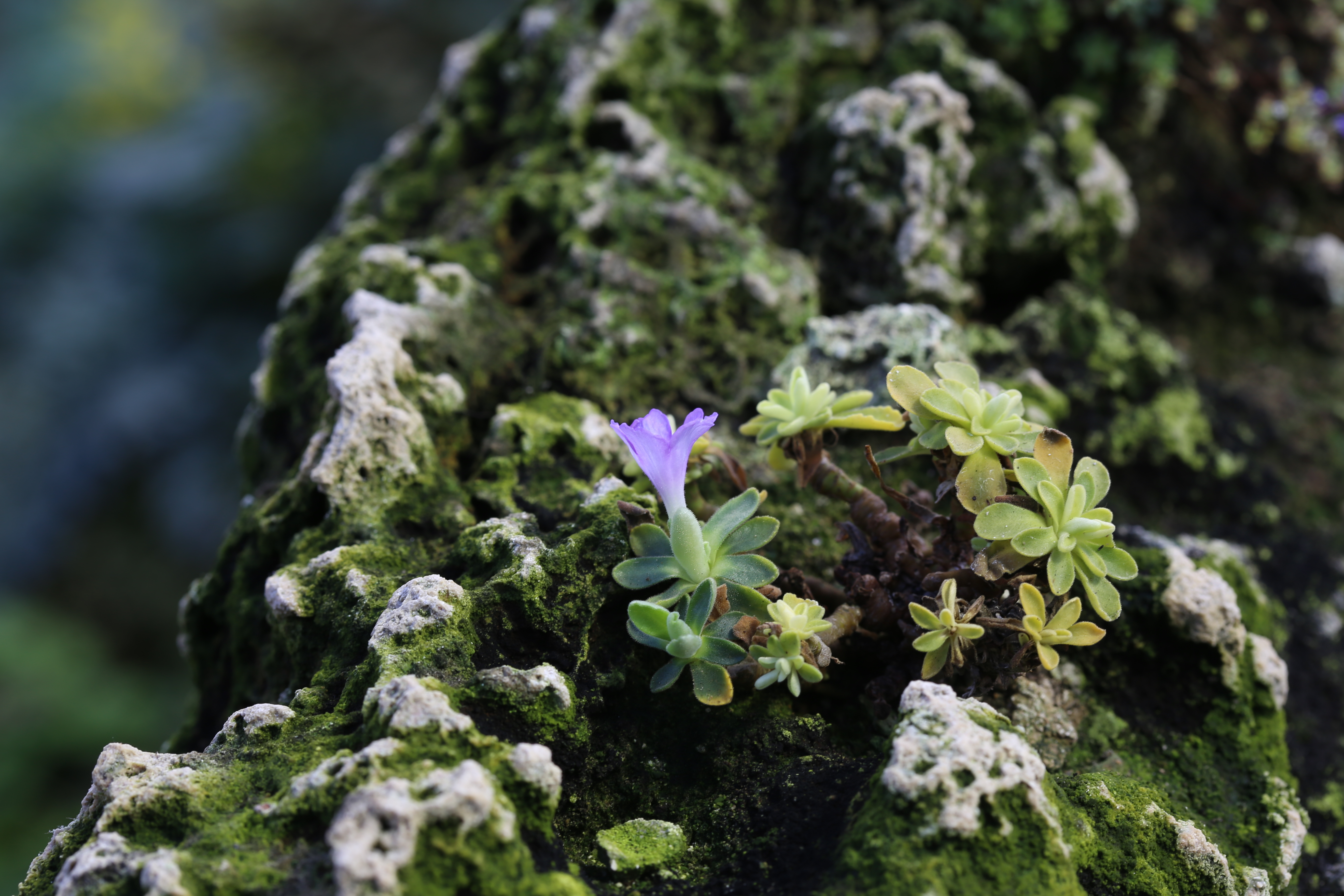
'Triniton'
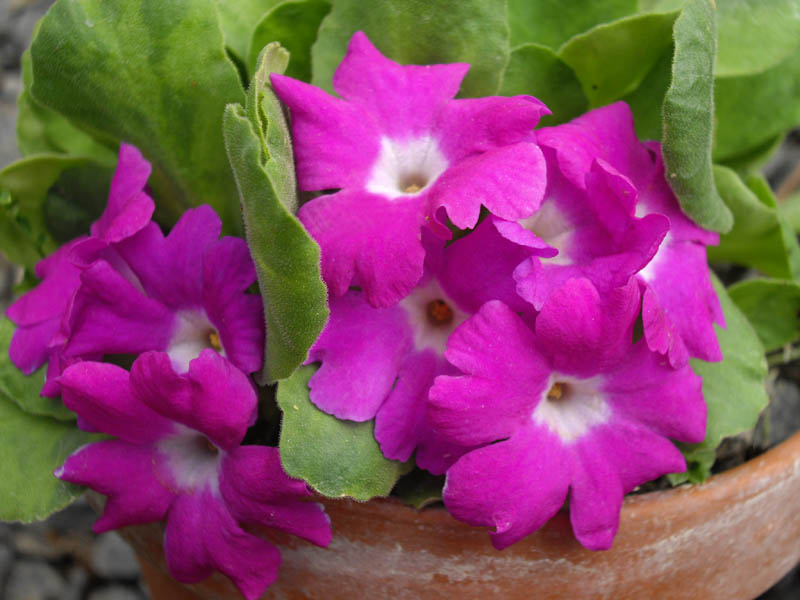
'Ethel Barker'